# Carcelia puberula
Carcelia puberula är en tvåvingeart som beskrevs av Louis-Paul Mesnil 1941. Carcelia puberula ingår i släktet Carcelia och familjen parasitflugor. Arten är reproducerande i Sverige. Inga underarter finns listade i Catalogue of Life.